# Pierre Poulin
Pierre Poulin (* 29. Dezember 1958 in Black Lake, Québec) ist ein ehemaliger kanadischer Freestyle-Skier. Er war auf die Disziplin Aerials (Springen) spezialisiert und gewann vier Springen im Weltcup.

## Biografie
Pierre Poulin stammt aus Black Lake (heute Teil von Thetford Mines) und war neben Jean Corriveau und den Laroche-Brüdern ein früher Vertreter der „Québec Air Force“, die die Disziplin Aerials in den 1980er und 1990er Jahren beherrschte.
Poulin begann seine sportliche Laufbahn als Wasserspringer, wandte sich aber in der zweiten Hälfte der 1970er Jahre dem jungen Freestyle-Skiing zu. Noch vor Einführung des Freestyle-Skiing-Weltcup im Jahr 1980 gehörte er neben einigen seiner Landsleute zur Weltspitze und konnte zwei internationale Siege erringen. Nach seinem Weltcup-Debüt 1981 in Livigno gelangen ihm zwei fünfte Ränge als vorläufig beste Platzierungen. In den folgenden beiden Wintern bestritt er nur wenige Springen, ehe ihm Anfang Februar 1984 die Rückkehr an die absolute Weltspitze glückte. Zunächst feierte er in Courchevel und auf dem Hochkar hintereinander seine ersten beiden Weltcupsiege. Mit zwei weiteren Siegen am Oberjoch und in Sälen verpasste er den Sieg in der Disziplinenwertung nur knapp, musste sich letztlich aber seinem Teamkollegen Yves Laroche geschlagen geben. Danach konnte Poulin nicht mehr an diese Erfolge anknüpfen. Sein letztes Weltcup-Springen bestritt er im Januar 1987.
Gemeinsam mit der ehemaligen Freestyle-Skierin Cecilia Hernskog gründete Pierre Poulin das Unternehmen ISF (International Snow Fliers), das seit 1989 weltweit kunstvolle Akrobatik-Shows produziert. Er begann 1992 mit der Malerei und stellt seit 1996 in verschiedenen Galerien in Montréal und Québec aus. Poulin lebt in Lac-Beauport.

## Erfolge

### Weltcupwertungen
| Saison  | Gesamt | Gesamt | Aerials | Aerials |
| Saison  | Platz  | Punkte | Platz   | Punkte  |
| ------- | ------ | ------ | ------- | ------- |
| 1981    | 33.    | 90     | 12.     | 90      |
| 1982    | 69.    | 29     | 27.     | 29      |
| 1983    | 73.    | 3      | 33.     | 12      |
| 1984    | 16.    | 24     | 2.      | 144     |
| 1984/85 | 46.    | 10     | 15.     | 60      |
| 1985/86 | 83.    | 3      | 32.     | 16      |

### Weltcupsiege
Poulin errang im Weltcup 4 Podestplätze, davon 4 Siege:
| Datum            | Ort        | Land        | Disziplin |
| ---------------- | ---------- | ----------- | --------- |
| 4. Februar 1984  | Courchevel | Frankreich  | Aerials   |
| 27. Februar 1984 | Göstling   | Österreich  | Aerials   |
| 4. März 1984     | Oberjoch   | Deutschland | Aerials   |
| 22. März 1984    | Sälen      | Schweden    | Aerials   |

### Weitere Erfolge
- 2 internationale Siege[3] in der Prä-Weltcup-Ära